# Dicranoptycha pseudocinerea
Dicranoptycha pseudocinerea är en tvåvingeart som beskrevs av Jaroslav Stary 1972. Dicranoptycha pseudocinerea ingår i släktet Dicranoptycha och familjen småharkrankar. Inga underarter finns listade i Catalogue of Life.